# Карстът в България
Карстът в България има широко разпространение - около 23% от територията на страната.
В България има над 6000 карстови пещери, като 15 от тях имат статут на туристически. Пещерите имат специфична среда, формирана и контролирана от сложна система карстови процеси.
Освен пещерите, в България има множество карстови райони и образувания.